# Lijst van Nederlandse gemeenten per kiesdistrict (1897-1918)
Nederland kende van 1888, tot de invoering van het huidige stelsel van evenredige vertegenwoordiging in 1918, een enkelvoudig districtenstelsel (door de Fransen het stelsel van de scrutin uninominal genoemd). In elk kiesdistrict werd één afgevaardigde voor de Tweede Kamer gekozen.
In de periode 1897-1918 kende Nederland volgens de kieswet van 7 september 1896 de volgende honderd kiesdistricten:

## A
- Almelo (Stad-Almelo, Ambt-Almelo, Tubbergen, Ootmarsum, Denekamp, Wierden, Weerselo, Borne en Rijssen);
- Alkmaar (Heiloo, Bergen, Schoorl, Warmenhuizen, Harenkarspel, St. Maarten, Schagen, Wieringerwaard, Barsingerhorn, Nieuwe-Niedorp, Oude-Niedorp, Heerhugowaard, Oudkarspel, Noord-Scharwoude, Zuid-Scharwoude, Broek  op Langendijk, Sint Pancras, Koedijk, Oudorp en Oterleek);
- Amersfoort (Bunschoten, Eemnes, Baarn, Hoogland, Soest, Stoutenburg, Leusden, Woudenberg, Maarn, Zeist, Doorn, De Bilt, Maartensdijk, Achttienhoven en Westbroek);
- Amsterdam I tot en met IX (9 kiesdistricten);[4]
- Apeldoorn (Epe, Ermelo, Harderwijk en Putten);
- Appingedam (Delfzijl, 't Zandt, Bierum, Uithuizermeeden, Uithuizen, Usquert, Warffum, Eenrum, Baflo, Stedum, Middelstum, Kantens en Loppersum);
- Assen (Wildervank, Zuidlaren, Anlo, Gieten, Gasselte, Roden, Peize, Eelde, Norg, Vries en Rolde).

## B
- Beverwijk (Zandvoort, Bloemendaal, Schoten, Spaarndam, Haarlemmerliede en Spaarnwoude, Velsen, Assendelft, Westzaan, Krommenie, Wijk aan Zee en Duin, Heemskerk, Uitgeest, Castricum, Akersloot, Limmen, Egmond binnen en Egmond aan Zee);
- Bergen op Zoom (Woensdrecht, Ossendrecht, Huybergen, Putte, Nieuw-Vossemeer, Wouw, Halsteren, Roosendaal en Nispen, Steenbergen en Kruisland);
- Bodegraven (Aarlanderveen, Hazerswoude, Alphen, Zwammerdam, Rietveld, Woerden, Waarder, Barwoutswaarder, Papekop, Lange Ruige Weide, Reeuwijk, Oudewater, Hekendorp, Haastrecht, Vlist, Stolwijk, Schoonhoven, Bergambacht, Ammerstol en Berkenwoude);
- Breda (Rucphen en Vorenseinde, Hoeven, Etten en Leur, Princenhage en Terheyden);
- Breukelen (Breukelen-Nijenrode, Breukelen-St.Pieters, Nieuwveen, Nieuwkoop, Zevenhoven, Ter Aar, Abcoude-Proostdij, Abcoude-Baambrugge, Loosdrecht, Vinkeveen, Vreeland, Loenen, Loenersloot, Mijdrecht, Wilnis, Maarsseveen, Maarssen, Tienhoven, Zuilen, Vleuten, Laagnieuwkoop,  Kockengen, Kamerik, Zegveld, Haarzuilens, Ruwiel,  Harmelen, Veldhuizen en Linschoten);
- Brielle (Den Bommel, Ooltgensplaat, Stad aan 't Haringvliet, Oostvoorne, Vierpolders, Nieuwenhoorn, Hellevoetsluis, Nieuw-Helvoet, Rockanje, Heenvliet, Geervliet, Zwartewaal, Spijkenisse, Hekelingen, Zuidland, Abbenbroek, Oudenhoorn, Rozenburg, Pernis, Hoogvliet, Poortugaal, Goudswaard, Piershil, Zuid-Beijerland en Nieuw-Beijerland).

## D
- Delft (Hof van Delft, Pijnacker, Vrijenban, Berkel, Bleiswijk, Zevenhuizen, Bergschenhoek en Hillegersberg);
- Den Helder (Texel, Vlieland, Terschelling, Wieringen, Anna Paulowna, Zijpe, Callantsoog en Petten);
- Deventer (Diepenveen, Bathmen, Voorst en Olst);
- Doetinchem (Winterswijk, Zelhem);
- Dokkum (Oostdongeradeel, Westdongeradeel, Dantumadeel, Ferwerderadeel, Ameland en Schiermonnikoog);
- Dordrecht (Dubbeldam, Zwijndrecht, Papendrecht en Heerjansdam);
- Druten (Wijchen, Zaltbommel, Zuilichem).

## E
- Ede (Barneveld, Nijkerk, Scherpenzeel, Renswoude, Veenendaal, Rhenen, Amerongen, Leersum en Hoevelaken);
- Eindhoven (Hooge en Lage  Mierde,  Reusel, Bladel en Netersel, Oirschot, Liempde, Vessem, Wintelre en Knegsel, Zeelst, Strijp, Woensel, Best, Stratum, Gestel en Blaarthem, Hoogeloon, Hapert en Casteren, Duizel en Steensel, Eersel, Luyksgestel, Borkel en Schaft, Bergeyk, Dommelen, Westerhoven, Veldhoven en Mereveldhoven, Riethoven, Oerle, Valkenswaard);
- Elst [Gelderland] (Valburg, Wageningen);
- Emmen (Borger, Odoorn, Schoonebeek, Dalen, Zweeloo, Sleen, Oosterhesselen, Coevorden, Westerbork en Beilen);
- Enkhuizen (Medemblik, Opperdoes, Twisk, Abbekerk, Hoogwoud, Winkel, Opmeer, Spanbroek, Obdam, Hensbroek, Sijbekarspel, Wognum, Nibbixwoud, Midwoud, Wervershoof, Andijk, Bovenkarspel, Grootebroek, Hoogkarspel, Westwoud, Blokker-Schellinkhout, Wijdenes, Venhuizen en Urk);
- Enschede (Oldenzaal, Losser, Haaksbergen, Hengelo (OV) en Lonneker).

## F
- Franeker (Franekeradeel, 't Bildt, Menaldumadeel, Baarderadeel, Hennaarderadeel).

## G
- Goes (Arnemuiden, 's Heer-Arendskerke, 's Heer-Abtskerke, Wolphaartsdijk, Heinkenszand, 's Gravenpolder, Kattendijke, Kloetinge, Wemeldinge, Wissekerke, Colijnsplaat,  Kortgene, Kats, Tholen, Oud-Vossemeer, Poortvliet, St. Annaland, Stavenisse, St. Maartensdijk., Scherpenisse en St. Philipsland);
- Gorinchem (Werkendam, Wijk en Aalburg, Woudrichem);
- Gouda  (Boskoop, Moerkapelle, Waddinxveen, Moordrecht, Nieuwerkerk a/d IJssel, Ouderkerk a/d IJssel, Krimpen a/d IJssel, Krimpen a/d Lek, Gouderak, Lekkerkerk en   Capelle a/d IJssel);
- Grave (Boxmeer, Alem, Maren en Kessel, Lith, Lithoijen, Geffen, Oss, Oijen en Teeffelen, Megen, Haren en Macharen, Dieden, Demen en Langel, Deursen en Dennenburg, Huisseling en Neerloon, Berghem, Herpen, Heesch, Schayk (Schaijk), Ravenstein, Reek, Velp, Escharen, Gassel, Beers, Linden, Cuyk en St. Agatha, Oeffelt, Haps, Beugen en  Rijkevoort, Wanroy, Mill en St. Hubert en Nistelrode);
- 's-Gravenhage I tot en met III (3 kiesdistrichten);
- Groningen (Groningen);
- Gulpen (Mesch, Rijckholt, St. Geertruid, Mheer, Noorbeek, Slenaken, Wittem, Vaals, Bocholtz, Simpelveld, Wijlre (Wylre), Valkenburg, Oud-Valkenburg, Margraten, Cadier en Keer, Bemelen, Berg en Terblijt, Houthem, Kerkrade, Voerendaal, Schin op Geulle, Heerlen, Schaesberg en Klimmen, Vaals, Valkenburg [Limburg], Wijlre).

## H
- Haarlem;
- Haarlemmermeer (Sloten, Heemstede, Bennebroek, Aalsmeer, Uithoorn, IJmuiden, Lisse, Hillegom, Alkemade en Nieuwer-Amstel);
- Harlingen (Barradeel, Wonseradeel, Bolsward, Workum en Hindeloopen);
- Helmond (Tongelre, Nuenen, Gerwen en Nederwetten, Zesgehuchten, Bakel en Milheeze, Deurne en Liesel, Vlierden, Geldrop, Mierlo, Lierop, Asten, Someren, Leende, Heeze, Maarheeze, Soerendonk, Sterksel en Gassel, Budel, Aalst, Waalre, Stiphout en Aarle-Rixtel);
- Hilversum (Ouder-Amstel, Watergraafsmeer, Diemen, Muiden, Naarden, Huizen, Blaricum, Laren, Bussum, Weesp, Weesperkarspel, Ankeveen, Nederhorst den Berg, Nigtevecht, Kortenhoef en 's Graveland);
- 's Hertogenbosch (Vught, den Dungen, Berlicum, Rosmalen, Nuland, Boxtel en Esch);
- Hontenisse (Overslag, Zuiddorpe, Koewacht, Boschkapelle, Hulst, Klinge, St. Jansteen, Stoppeldijk, Hengstdijk, Graauw en Langendam, Ossenisse, Rilland-Bath, Waarde, Schore,  Kruiningen, Krabbendijke, Yerseke, Kapelle, Borssele, Driewegen, Nisse, Ovezande, Hoedekenskerke, 's Heerenhoek, Oudelande, Ellewoutsdijk en Baarland);
- Hoogezand (Haren, Noorddijk, Bedum, ten Boer en Slochteren);
- Hoorn (Zwaag, Berkhout, Avenhorn, Ursem, Schermerhorn, Oudendijk, Beets, Beemster, Oosthuizen, Warder, Middelie, Kwadijk, Purmerend, Edam, Katwoude, Monnikendam en  Marken).

## K
- Kamperveen (Grafhorst, IJsselmuiden, Wilsum, Zalk en Veecaten, Oldebroek, Elburg, Doornspijk, Heerde en Hattem);
- Katwijk (Noordwijk, Noordwijkerhout, Sassenheim, Voorhout, Oegstgeest, Warmond, Rijnsburg, Valkenburg, Leiderdorp, Rijnsaterwoude, Woubrugge, Oudshoorn, Koudekerk, Zoeterwoude, Voorschoten, Veur en Wassenaar).

## L
- Leeuwarden (Leeuwarderadeel en Idaarderadeel);
- Leiden;
- Loosduinen ('s Gravenzande, Maassluis, Maasland, de Lier, Naaldwijk, Schipluiden, Monster, Wateringen, Rijswijk, Voorburg, Stompwijk, Nootdorp, Zoetermeer, Zegwaard en Benthuizen).

## M
- Maastricht (St. Pieter, Oud-Vroenhoven, Meerssen, Ambij, Heer, Gronsveld en Eysden);
- Meppel (Dwingelo, Nijeveen, Ruinen, Ruinerwold, Hoogeveen, Zuidwolde en Avereest);
- Middelburg (Vlissingen, Veere, Oostkapelle, Domburg, Vrouwenpolder, Serooskerke, Aagtekerke, Grijpskerke, Westkapelle, St. Laurens, Meliskerke, Zoutelande, Biggekerke, Oost- en West-Souburg, Koudekerke, Ritthem, Nieuw- en St. Joosland).

## N
- Nijmegen (Ubbergen).

## O
- Ommen (Stad-Ommen, Ambt-Ommen, Gramsbergen, Stad-Hardenberg, Ambt-Hardenberg, den Ham, Hellendoorn, Vriezenveen, Raalte en Holten);
- Oostburg (Cadzand, Retranchement, Zuidzande, Sluis, Aardenburg, Eede, St. Kruis, Waterlandkerkje, IJzendijke, Breskens, Groede, Nieuwvliet, Schoondijke, Hoofdplaat, Biervliet, Neuzen, Hoek, Philippine, Westdorpe, Zaamslag, Sas van Gent en Axel);
- Oosterhout (Zundert, Rijsbergen, Ginneken en Bavel, Teteringen, Dongen, 's-Gravenmoer, Loon op Zand, Gilze en Reijen, Chaam en Baarle-Nassau).

## R
- Rheden (Wehl, Westervoort, Zevenaar);
- Ridderkerk (Barendrecht. Hendrik-Ido-Ambacht, IJsselmonde, Rhoon, 's Gravendeel, Strijen, Maasdam, Puttershoek, Heinenoord, Oud-Beijerland, Mijnsheerenland, Weetmaas, Klaaswaal en Numansdorp);
- Roermond (Susteren, Roosteren, Echt, Ohé en Laak, Stevensweert, Vlodrop, Posterholt, St. Odiliënberg, Melick en Berkenbosch, Montfort, Maasbracht, Linne, Herten, Maasniel, Horn, Beegden, Heel en Panheel, Wessem, Thorn, Swalmen en Beesel);
- Rotterdam I tot en met V (5 kiesdistricten).

## S
- Schiedam (Overschie, Schiebroek, Kethel, Vlaardingen en Vlaardingerambacht);
- Schoterland (Utingeradeel, Opsterland, Haskerland en Aengwirden);
- Sittard (Borgharen, Itteren, Bunde, Geulle, Elsloo, Stein, Urmond, Obbicht en Papenhoven, Grevenbicht, Limbricht, Born, Nieuwstadt, Broeksittard, Munstergeleen, Geleen, Beek, Spaubeek, Schimmert, Hulsberg, Wijnandsrade, Nuth, Ulestraten, Schinnen, Amstenrade, Hoensbroek, Brunssum, Schinveld, Jabeek, Bingelrade, Merkelbeek, Oirsbeek, Eygelshoven, Ubach over  Worms en Nieuwenhagen);
- Sliedrecht (Tienhoven [Zuid-Holland], Vianen);
- Sneek (Wijmbritseradeel, Stavoren, Hemelumer Oldephaert, IJlst, Gaasterland, Sloten, Rauwerderhem en Doniawerstal);
- Steenwijk (Steenwijkerwold, Oldemarkt, Kuinre, Blankenham, Blokzijl, Stad-Vollenhove, Ambt-Vollenhove, Giethoorn, Wanneperveen, Zwartsluis. Staphorst, Hasselt, Genemuiden en Nieuwleusen).

## T
- Tiel (Zoelen, Geldermalsen, Wadenoijen, Est en Opijnen, Ophemert, Varik, Deil, Beesd, Waardenburg, Haaften, Maurik, Lienden, IJzerdoorn, Echteld, Dodewaard en Kesteren);
- Tietjerksteradeel (Kollumerland, Achtkarspelen en Smallingerland);
- Tilburg (Oisterwijk, Moergestel, Hilvarenbeek, Goirle, Alphen en Riel, Diessen, Oost- West- en Middelbeers).

## U
- Utrecht I (Het deel der gemeente Utrecht, gelegen oostelijk van  den  Krommen Rijn, de Oude Gracht en de Vecht);
- Utrecht II (Het overige gedeelte der gemeente Utrecht).

## V
- Veendam (Meeden, Sappemeer, Muntendam, Oude-Pekela, Nieuwe Pekela, Vlagtwedde en Onstwedde);
- Veghel (Uden, Zeeland, St. Michielsgestel, Schijndel, St. Oedenrode, Dinther, Heeswijk, Erp, Boekel, Gemert, Son en Breugel, Lieshout en Beek en Donk);
- Venlo (Grubbenvorst, Arcen en Velden, Broekhuizen, Meerlo, Wanssum, Venray, Bergen, Ottersum, Gennep, Mook, Sambeek, Vierlingsbeek, Maashees en Overloon, Oploo, St. Anthonis en Ledeacker, Belfeld en Tegelen).

## W
- Waalwijk (Amkerk, Dussen, Munster en Muilkerk, Waspik, Meeuwen, Hill en Babyloniënbroek, Heesbeen, Eethen en Genderen, Drongelen, Hangoort, Gansoijen en Doeveren, Besoijen, Baardwijk, Drunen, Nieuwkuyk, Vlijmen, Empel en Meerwijk, Engelen, Bokhoven, Hedikhuizen, Herpt, Oudheusden, Heusden, Capelle, Sprang, Vrijhoeve Capelle, Cromvoirt, Helvoirt, Udenhout, Berkel en Haaren);
- Weert (Hunsel, Stramproy, Nederweert, Roggel, Heythuizen, Neer, Kessel, Meijel, Helden, Sevenum, Maasbree, Horst, Buggenum, Nunhem, Haelen, Ittervoort, Neeritter, Baexem en Grathem);
- Weststellingenwerf (Ooststellingenwerf, Lemsterland, Smilde, Diever, Vledder en Havelte);
- Wijk bij Duurstede (Tull en 't Waal, Vreeswijk, Werkhoven);
- Winschoten (Termunten, Nieuweschans, Beerta, Nieuwolda, Midwolda, Finsterwolde, Noordbroek, Zuidbroek, Scheemda, Bellingwolde en Wedde).

## Z
- Zaandam (Koog aan de Zaan, Zaandijk, Wormerveer, Wormer, Jisp, Graft, De Rijp, Zuid- en Noordschermer, Wijdewormer, Oostzaan, Ilpendam, Landsmeer, Buiksloot, Broek in Waterland, Nieuwendam en Ransdorp);
- Zevenbergen (Dinteloord en Prinsland, Oud- en Nieuwgastel, Fijnaart, Heiningen, Willemstad, Klundert, Standdaarbuiten, Oudenbosch, Hooge- en Lage-Zwaluwe, Geertruidenberg, Made-en-Drimmelen en Raamsdonk);
- Zierikzee (Haamstede, Noordwelle, Renesse, Serooskerke, Burgh, Elkerzee, Ellemeet, Brouwershaven, Zonnemaire, Duivendijke, Kerkwerve, Noordgouwe, Dreischor, Oosterland, Nieuwerkerk, Ouwerkerk, Bruinisse, Goedereede, Ouddorp, Stellendam, Dirksland, Melissant, Middelharnis, Sommelsdijk, Oude-Tonge, Nieuwe-Tonge en Herkingen);
- Zuidhorn (Zuidhorn, Aduard, Ezinge, Leens, Ulrum, Oldehove, Grijpskerk, Oldekerk, Groote-gast, Marum, Adorp, Hoogkerk, Leek, Kloosterburen en Winsum);
- Zutphen (Vorden, Warnsveld, Brummen, Hengelo [Gelderland], Steenderen, Hummelo en Doesburg);
- Zwolle (Zwollerkerpsel, Dalfsen, Wijhe en Heino).